# Cyclisme au Danemark

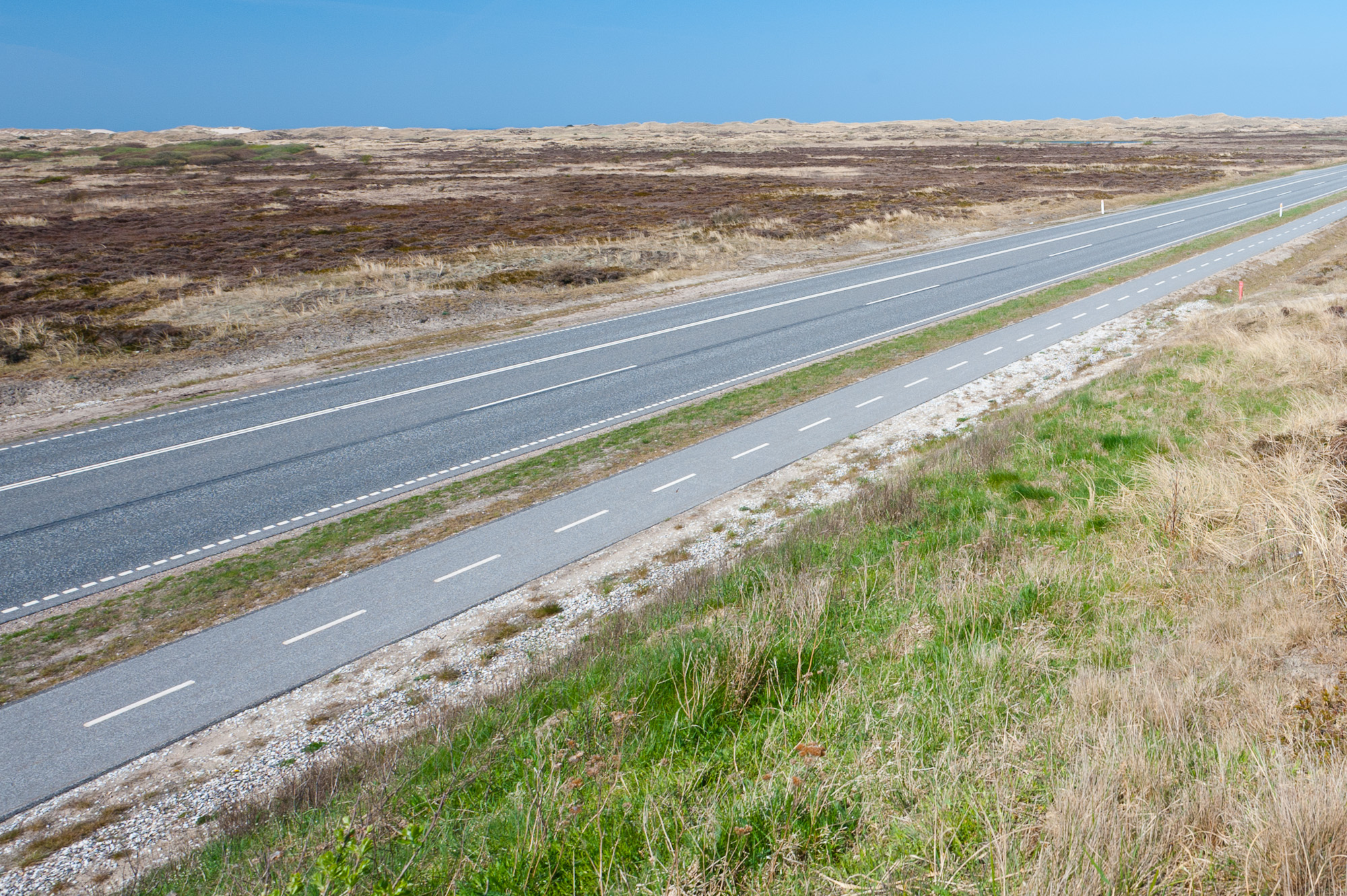
La piste cyclable entre Skagen et Frederikshavn est très appréciée des touristes. Ici, elle est parallèle à la route (mais clairement séparée de celle-ci) ; à d'autres endroits, elle traverse des zones de forêts et de dunes.

Au Danemark, le cyclisme est une activité récréative et utilitaire courante et populaire. L'infrastructure cyclable est une caractéristique dominante des infrastructures urbaines et rurales avec des pistes et des bandes cyclables dédiées et séparées dans de nombreux endroits, et le réseau de 11 pistes cyclables nationales danoises (ainsi que de nombreuses routes régionales) s'étend sur plus de 12 000 kilomètres (7 500 mi) à l’échelle nationale. Le cyclisme et la culture du vélo au Danemark sont souvent comparés aux Pays-Bas en tant que nation du vélo.

## Infrastructure

### Pistes et voies cyclables

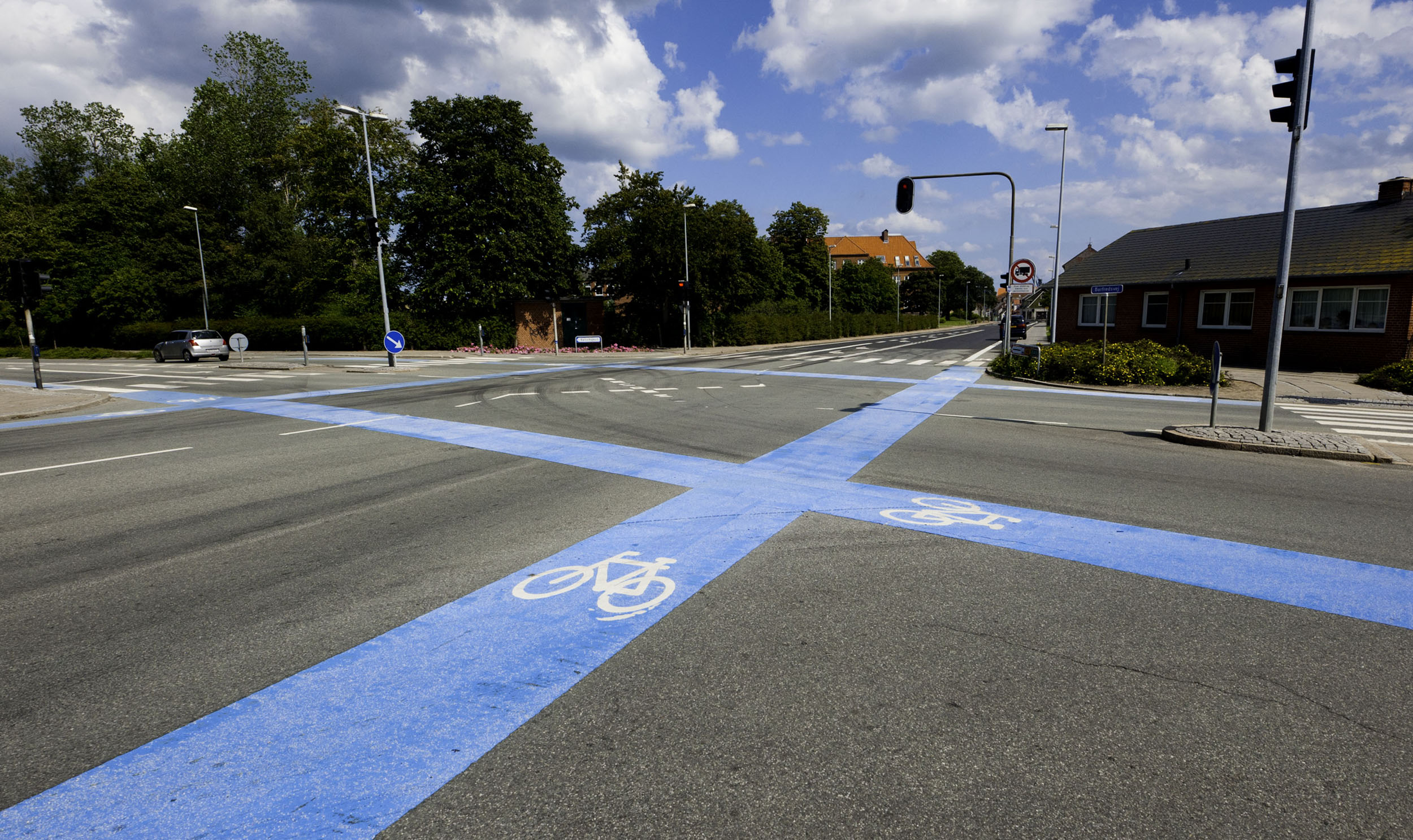
Balisage bleu pour les vélos à une intersection

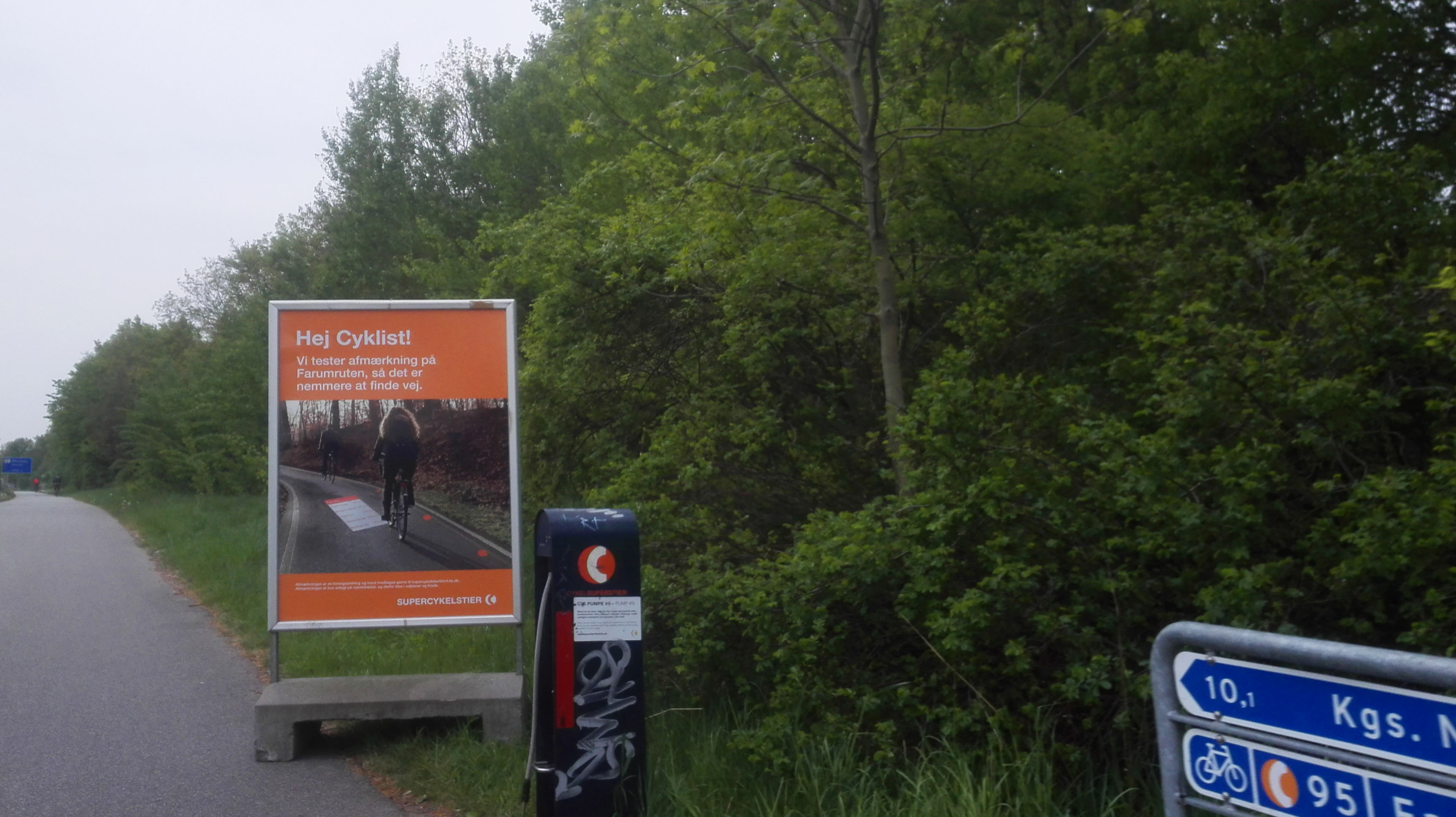
Une pompe à vélo publique et des panneaux de direction pour les vélos le long d'une « autoroute cyclable » à Copenhague.

Il y a environ 7 000 kilomètres (4 350 mi) de pistes et de voies cyclables dédiées et séparées au Danemark et dans les quatre plus grandes villes représentent à elles seules plus de 1 350 kilomètres (839 mi) avec 609 kilomètres (378 mi) à Aalborg, 510 kilomètres (317 mi) à Odense, 450 kilomètres (280 mi) à Aarhus et 412 kilomètres (256 mi) à Copenhague.
Les pistes cyclables sont souvent surélevées au-dessus de l'accotement de la route et séparées par un trottoir, mais sur les routes plus anciennes, il est plus courant d'avoir une piste cyclable séparée par une épaisse ligne blanche et parfois la voie peut être marquée par de l'asphalte coloré. Des investissements massifs dans les infrastructures sont en cours pour créer davantage de pistes cyclables et ainsi accroître la sécurité. Aux intersections, le prolongement de la piste ou de la voie cyclable est souvent souligné par une large bande bleue pour augmenter sa visibilité et les cyclistes peuvent constater qu'ils disposent de leur propre feu de circulation. En général, les sentiers et les voies sont conçus pour le rythme plus lent du cyclisme utilitaire, par opposition aux pistes aux conceptions plus rapides d'autres pays. La Direction danoise des routes reconnaît que le système danois de pistes cyclables « fonctionne mieux lorsque les cyclistes se déplacent à des vitesses relativement faibles ».
A Copenhague, un système de pistes cyclables vertes interconnectées, les « voies vertes », est en cours de développement, dans le but de faciliter un transport cyclable rapide, sûr et agréable à travers la ville. Le réseau s'étendra sur plus de 100 kilomètres (62 mi) et comprend 22 itinéraires. En 2011, il y avait 40 kilomètres (25 mi) de voies vertes à Copenhague.

### Pistes cyclables nationales danoises
Les 11 pistes cyclables nationales danoises forment un réseau de pistes cyclables à travers le pays. Ce sont des itinéraires importants permettant le cyclotourisme et mettant en valeur la beauté naturelle du Danemark ainsi que ses villes et villages régionaux.

### Intégration avec d'autres moyens de transport
Le cyclisme est intégré aux services ferroviaires nationaux, régionaux et locaux au Danemark. Les vélos sont autorisés dans les trains pour faciliter les déplacements mixtes. Ceci est particulièrement visible dans le réseau ferroviaire urbain et suburbain de la métropole de Copenhague, les trains S, où les vélos peuvent être transportés dans des wagons spécifiques situés à l'avant et à l'arrière de chaque train. Depuis 2011, il n'y a aucuns frais pour prendre des vélos dans n'importe quel train S. Un certain nombre de lignes de bus Movia dans la région Zélande autorisent le transport de vélos moyennant des frais supplémentaires (sans frais sur les bus du port de Copenhague ), à moins que le chauffeur de bus estime que le bus soit trop bondé.

### Stationnement vélo

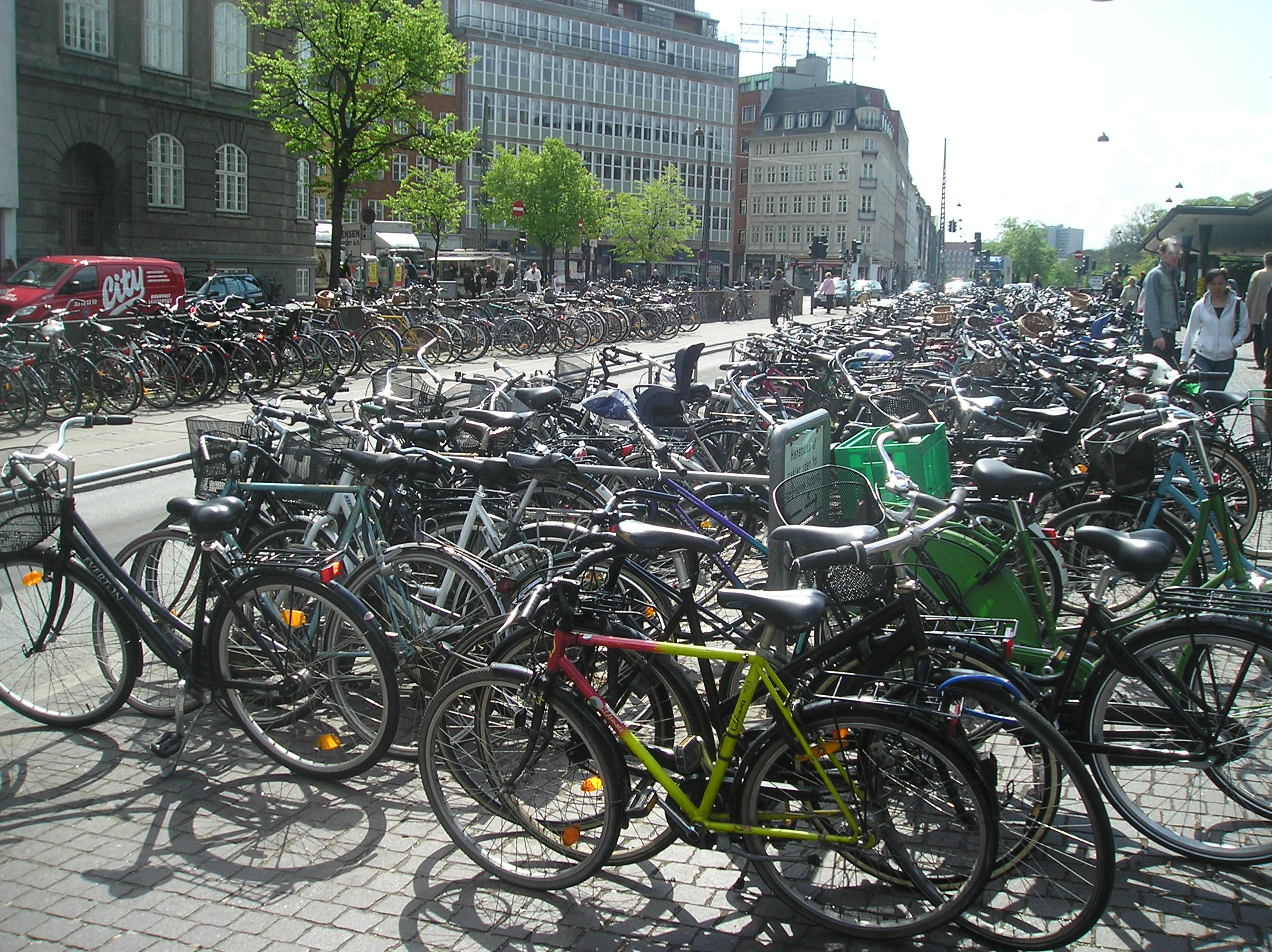
Les possibilités de stationnement disponibles sont souvent insuffisantes dans les grandes villes. Station Nørreport à Copenhague.

Bien qu'il semble exister un grand nombre de parkings pour vélos au Danemark, il existe en réalité un manque criant de supports à vélos disponibles. Ceux qui existent sont souvent mal positionnés, notamment dans les grandes villes. En 2008, afin de remédier à cette situation, la Fédération danoise des cyclistes a publié un Manuel de stationnement des vélos contenant un certain nombre de lignes directrices. Ils visent à être d'une utilité pratique immédiate pour les usagers mais offrent également des conseils aux urbanistes souhaitant améliorer les équipements dans le futur.

## Cyclisme utilitaire

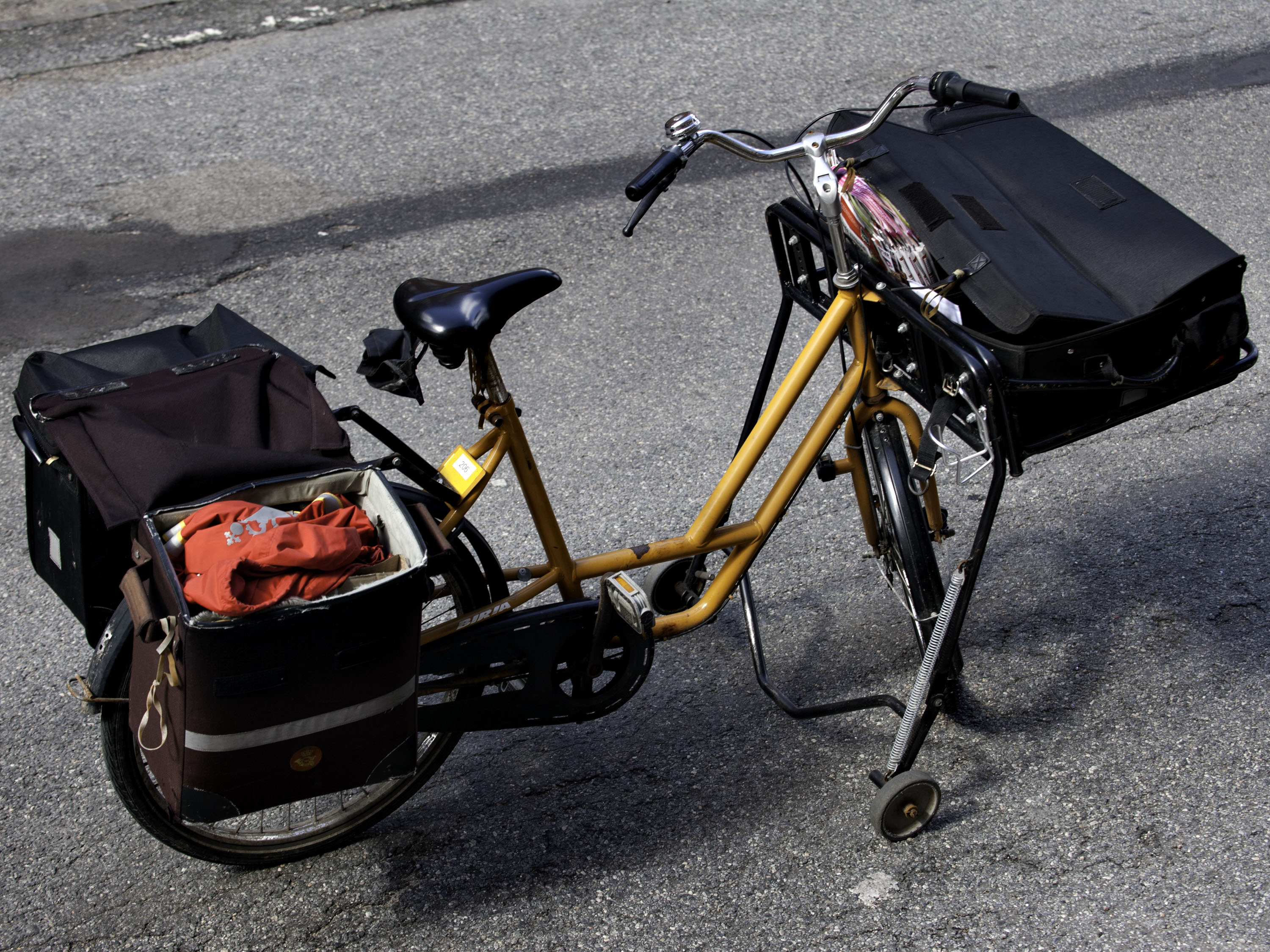
Vélo postal utilisé dans une ville par Post Danmark

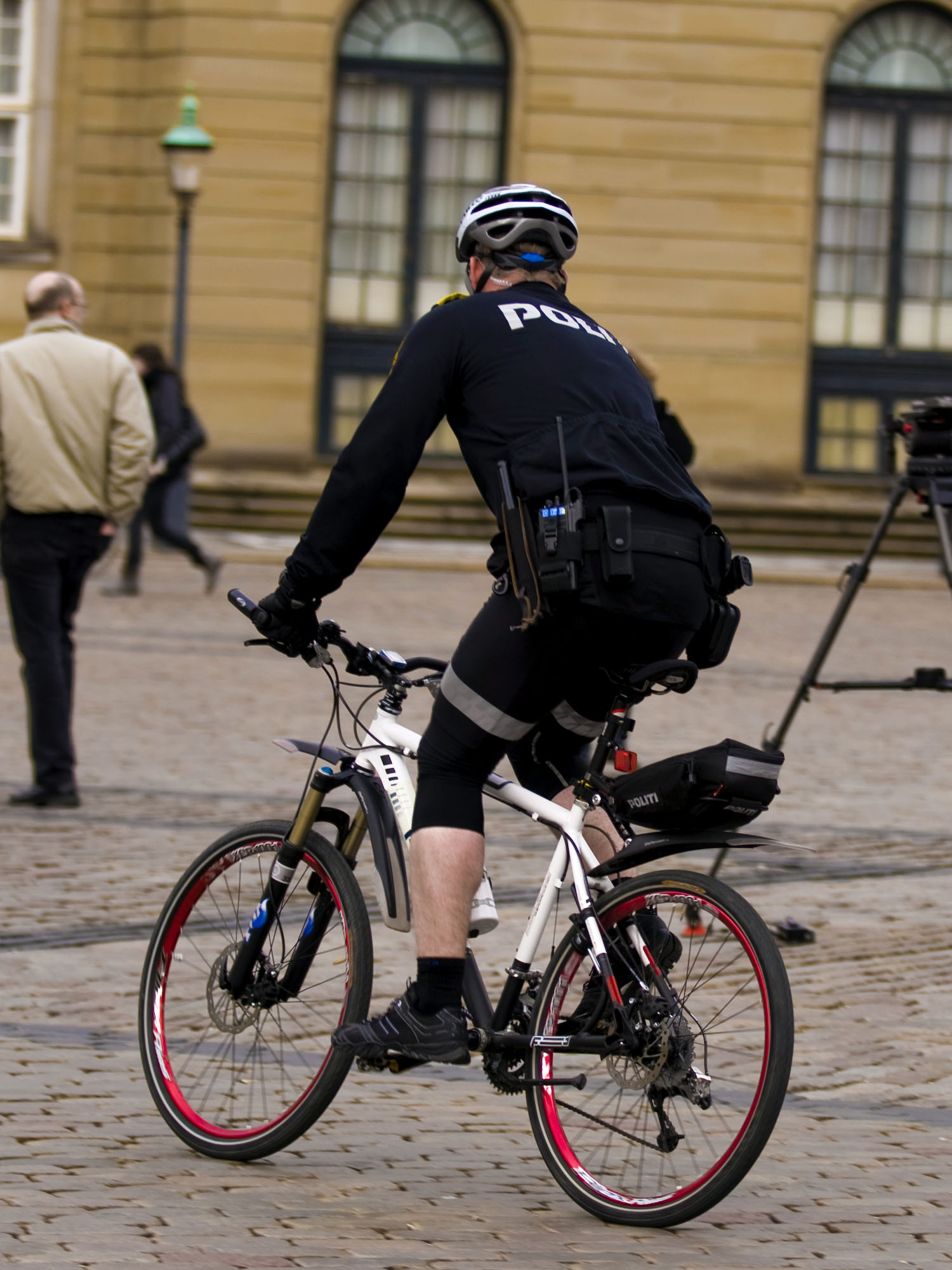
Officier de police danois à vélo

La plupart des enfants commencent à faire du vélo pour se rendre à l'école entre 8 et 10 ans et continuent à le faire jusqu'à au moins 18 ans (l'âge minimum pour acquérir un permis de conduire au Danemark ), mais dans les grandes villes, certaines personnes comptent sur le vélo comme moyen de transport principal. vie. La plupart des écoles publiques danoises instruisent également les élèves de 10 à 12 ans sur les règles de circulation, le comportement et les réglementations dans le cadre de leur programme d'études régulier. Les vélos utilitaires qui nécessitent peu d’entretien et sont adaptés au transport de charges sont très appréciés. Cependant, tous les autres types de cycles sont accueillis sur les pistes cyclables, depuis les vélos de course avec des prolongateurs aux vélomobiles profilées. Les vélos cargo à deux et trois roues deviennent également de plus en plus populaires, la tendance commençant à Copenhague et s'étendant à tout le pays.
L'utilisation courante des cycles et l'infrastructure croissante de soutien au cyclisme utilitaire ont encouragé le Danemark à se présenter comme une nation leader en matière de cyclisme au quotidien. Cela a également conduit à la réinvention du terme copenhagenisation en tant que concept d'urbanisme et de conception lié à la mise en œuvre de meilleures installations piétonnières et d'infrastructures cyclables pour le cyclisme utilitaire dans les villes, et a inspiré un nombre croissant de blogs cycle chics issus de Copenhague Cycle Chic.
Les postiers danois utilisent des vélos pour se déplacer dans les villes et distribuer le courrier depuis plusieurs générations. De même, les services de livraison dans les petits magasins utilisaient des cycles jusqu'au milieu des années 1960. En raison de l'évolution vers les courses dans les supermarchés, la livraison à vélo a diminué, bien que la croissance des services de livraison ait donné un nouveau souffle à la livraison à vélo au milieu des années 80.
Depuis le milieu des années 2000, les cyclo-pousses (vélotaxis) fonctionnent dans les grandes villes, et proposent des trajets de courte distance (généralement jusqu'à 3 kilomètres (2 mi) ) - principalement en été. À peu près depuis la même époque, de petites entreprises ont commencé à vendre du café ou de la soupe sur des stands de tricycles mobiles situés dans les centres-villes.
Depuis le 1er mars 2009, la police de Copenhague patrouille à vélo. En plus d'être un moyen de transport rapide et efficace, il s'est avéré accroître la visibilité et améliorer le contact avec les citoyens.

## Système VIN pour cycles danois
Le système danois VIN pour cycles est un système introduit en 1942 par le gouvernement danois, fournissant à tous les cycles au Danemark un code unique. Le code est une combinaison de lettres et de chiffres intégrés dans le cadre du vélo et composé d'un code fabricant, d'un numéro de série et de l'année de construction. Selon la loi, il est illégal depuis 1948 de vendre des cadres de vélo au Danemark sans VIN intégré et, par conséquent, les compagnies d'assurance danoises ne versent pas d'indemnités pour les cycles volés sans VIN.

## Événements cyclistes connus au Danemark
- Danmark Rundt, une course par étapes nationale danoise depuis 1985, généralement organisée fin juillet ou début août
- Une course sur piste annuelle de 6 jours, généralement organisée à Ballerup fin janvier ou début février depuis 1934 [20]
- Course de monocycles Rundetårn, chaque année au printemps, une course de monocycles a lieu dans le couloir hélicoïdal de 7,5 virages de la tour. Les concurrents doivent monter et descendre le Rundetårn. Le record du monde, établi en 1988, est de 1 minute et 48,7 secondes[21].

## Touristes

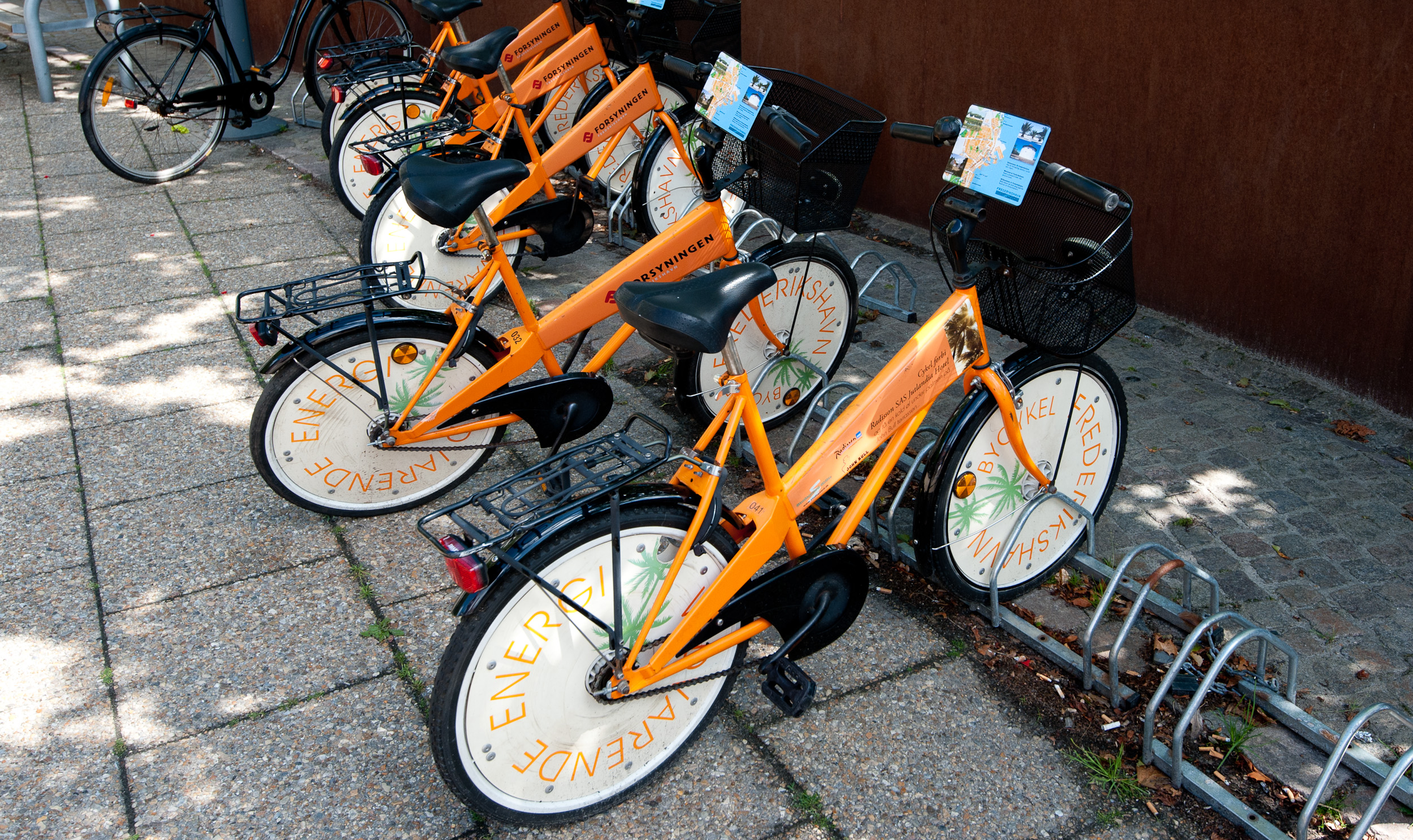
Système de vélos partagés à Frederikshavn

Il est assez courant au Danemark de louer un vélo pour se déplacer à la campagne ou en ville. La plupart des villes disposent d'une forme de système de partage de vélos. La méthode et les tarifs varient d'un endroit à l'autre : les Copenhagen City Bikes à Copenhague, par exemple, exigeaient une caution de 20 DKK et limitaient l'utilisation du vélo à une zone définie du centre-ville, tandis que d'autres entreprises exigeaient des documents et une taxe plus élevée. dépôt. Bycykel à Aalborg est similaire au système qui existait à Copenhague, pour 20 DKK vous pouvez vous déplacer en ville. Les magasins de location de vélos sont assez courants et de nombreux types de vélos différents sont disponibles. Au Danemark, comme aux Pays-Bas, les casques de vélo sont rarement portés par les adultes[réf. nécessaire]. Une proposition parlementaire en 2009 visant à introduire une loi sur le port du casque obligatoire pour les enfants au Danemark a été rejetée.
Néanmoins, l'utilisation du casque de vélo au Danemark a considérablement augmenté malgré l'absence de législation sur le port du casque. Une étude observationnelle qui surveille l'utilisation des casques depuis 2004 montre que, de 2004 à 2022, l'utilisation des casques parmi tous les cyclistes est passée de 6 % à 50 %, et parmi les écoliers de 33 % à 79 %. Cette augmentation est probablement due à des moyens non législatifs et à des processus sociaux tels que l'éducation à la sécurité routière et les campagnes de changement de comportement.

## Voitures et cycles
D'une manière générale, les cycles et les voitures coexistent assez bien au Danemark et, contrairement aux Pays-Bas, le Danemark n'a pas de responsabilité objective pour les automobilistes, mais dispose d'un système qui lui ressemble en partie. Il existe deux formes de responsabilité qui entrent en jeu : la responsabilité au regard du code de la route danois (danois : Færdselsloven ) et la responsabilité en dommages-intérêts au regard des compagnies d'assurance. Dans un accident où une voiture roulant dans le bon sens dans une rue à sens unique heurte un cycliste qui roule à contresens, il y aura une responsabilité à la fois pour le propriétaire de la voiture (qui ne sera pas nécessairement le conducteur) et pour le cycliste. Cela est dû à l'obligation d'avoir une assurance responsabilité civile (danois : ansvarsforsikring ) pour les propriétaires de véhicules ; les compagnies d'assurance l'appliqueront toujours et rendront ainsi le propriétaire du véhicule responsable des dommages. Toutefois, le système juridique danois peut considérer que le cycliste est responsable de la violation de l'interdiction d'aller simple, tandis que le conducteur peut échapper aux poursuites. Dans ce cas, la compagnie d'assurance du propriétaire de la voiture peut demander un remboursement (danois : regres ) au cycliste. Cependant, dans la majorité des accidents, le conducteur de la voiture est tenu responsable des deux côtés ; en 1999, dans 90 % des accidents impliquant des voitures et des cyclistes, les automobilistes ont été jugés entièrement responsables[réf. nécessaire].

## Règles
Depuis le 28 mars 2014, les cyclistes au Danemark peuvent recevoir une amende pour :
- Circuler sans lumières après une certaine heure de la journée
- Utiliser un téléphone portable à la main en roulant
- Avoir des freins, des réflecteurs, etc. défectueux
- Passer un feu rouge
- Rouler à contresens
- Circuler sur un passage pour piétons
- Rouler du côté gauche d'une piste cyclable
- Ne pas respecter les panneaux de signalisation ou les flèches
- Ne pas céder le passage inconditionnel
- Ne pas signaler un changement de direction
- Rouler sans les mains sur le guidon
- Circuler sur le trottoir ou le chemin piétonnier
- S'accrocher à un autre véhicule
- Rouler à deux sur un vélo conçu pour une seule personne (les deux personnes seront amendées)
- Se positionner incorrectement avant ou pendant un virage[25]

Les cyclistes peuvent également recevoir un avertissement si leur sonnette ne fonctionne pas. Bien qu'il n'y ait pas de taux fixe d'alcoolémie au-delà duquel il est illégal de faire du vélo, les cyclistes peuvent recevoir une amende pour conduite en état d'ivresse si la police estime que cela serait irresponsable.
Aux intersections, les cyclistes souhaitant tourner à gauche ne sont pas autorisés à emprunter les voies de virage à gauche réservées aux voitures, mais doivent d'abord traverser l'intersection et tourner à gauche à partir de là. Si des pistes cyclables séparées sont disponibles, les cyclistes doivent les utiliser. Les feux de vélo doivent être allumés du coucher du soleil jusqu'au lever du soleil, ou en cas de mauvaise visibilité également pendant la journée. Les feux clignotants sont autorisés avec une fréquence minimale de 120 éclairs par minute (2 Hz). Les feux avant orange clignotants ne sont pas autorisés (en raison d'une confusion possible avec les clignotants du véhicule). Tous les vélos vendus depuis 1988 doivent être équipés de freins sur les roues avant et arrière.

## Taux de possession
On estime que plus de 70 % des Danois possèdent un vélo,.

## Voir également
- Monarchie du vélo
- Pistes cyclables nationales danoises
- Faire du vélo à Copenhague
- Aperçu du cyclisme